# Orthetrum machadoi
Orthetrum machadoi, common name Machado's Skimmer, là một loài chuồn chuồn ngô thuộc họ Libellulidae. Nó được tìm thấy ở Angola, Botswana, Cameroon, Cộng hòa Dân chủ Congo, Ethiopia, Kenya, Malawi, Mozambique, Namibia, Sierra Leone, Nam Phi, Tanzania, Uganda, Zambia, Zimbabwe, và có thể Burundi. Các môi trường sống tự nhiên của chúng là các khu rừng ẩm ướt đất thấp nhiệt đới hoặc cận nhiệt đới, vùng đất có cây bụi nhiệt đới hoặc cận nhiệt đới, vùng cây bụi ẩm khu vực nhiệt đới hoặc cận nhiệt đới, sông, đất ngập nước với cây bụi là chủ yếu, đầm lầy, đầm nước ngọt, và đầm nước ngọt có nước theo mùa.